# Gepard (samochód)

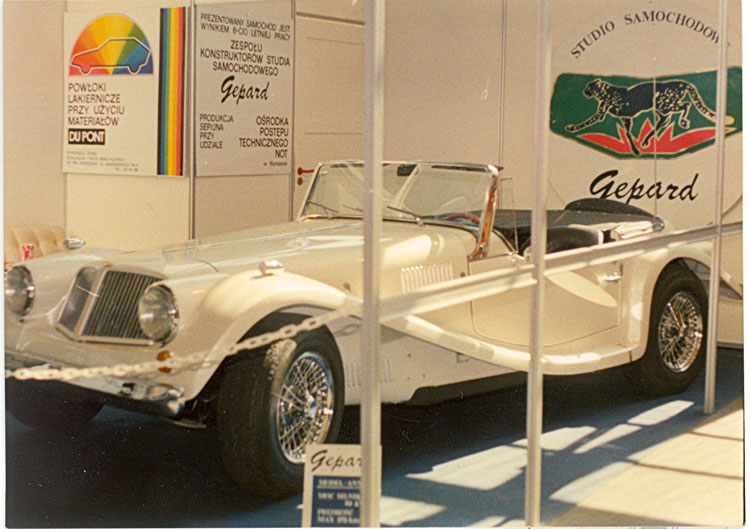
Samochód Gepard (MTP 1990 rok)

Gepard – polski samochód typu roadster, powstały w latach 1990–1995 w liczbie 7 sztuk.

## Historia
Studio Samochodowe Gepard powstało 25 stycznia 1990 r. Założycielami byli: inż. Jan Borowski, inż. Zbysław Szwaj oraz mgr Piotr Władysław Sawicki. Zakład produkcyjny mieścił się w Ośrodku Postępu Technicznego NOT w Warszawie, ul. Bartycka 20/24. Samochód produkowany był ręcznie. Debiut miał miejsce w 1990 na Międzynarodowych Targach w Poznaniu. Od 1992 roku firma nosiła nazwę Fabryka Samochodów Gepard Sp. z o.o. i swoją produkcję przeniosła do Mielca.

## Charakterystyka pojazdu
- silnik: typ MB-M 102
- cylindry: 4 w układzie rzędowym
- pojemność: 1997 cm³
- blok: żeliwny
- głowica: stop aluminium
- maksymalny moment obrotowy: 165 Nm/3000 (obr./min)
- moc maksymalna: 80 KW (109 KM)/5500 (obr./min)
- masa auta: 930 kg
- skrzynia biegów: 4-biegowa, manualna
- nadwozie: aluminiowe, produkowane ręcznie
- obręcze: stalowe, szprychowe, 6Jx14